# Principado de Tmutarakan
O Principado de Tmutarakan (em russo:  Тмутараканское княжество) foi um principado russo que existiu nos séculos X e XI com centro na cidade de Tmutarakan (Taman). Mencionado nas crônicas russas e no Conto da Campanha de Igor. Como a localização exata do principado era desconhecida, muitos consideraram-na fictícia. Em 1792, foi descoberta a pedra Tmutarakan, no local onde os arqueólogos descobriram as ruínas de Tmutarakan.
Tradicionalmente, acredita-se que o principado incluía o território desde o leste da Crimeia até ao sopé do Cáucaso, sendo uma grande entidade política. Por outro lado, notou-se a “natureza hipotética” de tais construções.

## História
Não há informações nas fontes sobre a época da conquista de Tmutarakan pela Rússia de Kiev. Acredita-se que ocorreu durante a campanha oriental de Esvetoslau em 965 ou durante a campanha de Vladimir em Korsun em 988. Anteriormente, este território fazia parte do Grão-Canato Cazar, pertencia ao Império Bizantino, e antes disso era o núcleo do Reino do Bósforo.
Na segunda metade do século X, a costa norte do Mar Negro, a região de Azov, a Crimeia oriental com Querche (Korchev), a fortaleza de Belaia Veja e Taman estavam dentro do principado de Tmutarakan e sob seu controle.
Em 988/1010-1036 o principado estava na posse de Mistislau Vladimiroviche (falecido em 1036). Em 1022, Mistislau conquistou os Kasogs, matando em um duelo seu príncipe, Rededia. Após esta vitória em Tmutarakan, construiu a Igreja da Virgem Maria, que era uma estrutura tão importante para a arquitetura russa antiga quanto a Igreja dos Dízimos, pois, ao contrário das primeiras igrejas russas, era também uma estrutura de pedra com afrescos e uma tamanho de 16,5 m de comprimento e 16,5 m de largura 10,65 m.
Em 1024 ocorreu a Batalha de Listven, que consolidou a autoridade do principado de Tmutarakan. Em 1030, Mistislau Vladimiroviche fez uma campanha contra Xirvão. Em 1032, em aliança com os sarires e alanos, ocorreu a segunda campanha contra Xirvão. Em 1033, em aliança com os alanos, o príncipe fez uma terceira e malsucedida campanha contra este Estado da Transcaucásia.
Desde 1054, o principado de Tmutarakan fazia parte da posse do príncipe de Chernigov, Esvetoslau Iaroslaviche. Na segunda metade do séc. XI, seus filhos Gleb, Romano e Olegue Esviatoslaviche governaram o principado. No período posterior, foi repetidamente capturado por outros príncipes. No séc. XI, os nômades polovetsianos isolaram Tmutarakan da Rússia pelo norte.
Em 1083, com a ajuda da frota bizantina em Tmutarakan, reinou Olegue Esviatoslaviche - o último príncipe de Tmutarakan da crônica. Ele também aparece sob o nome de Miguel como o arconte bizantino de Matarca, Zíquia e toda a Cazária.

## Dissolução
A última vez que Tmutarakan foi mencionada nas crônicas russas foi em 1094, em conexão com o reinado de Olegue Esviatoslavoviche, que provavelmente governou o principado até sua morte em 1115. Em fontes árabes, o principado de Tmutarakan é mencionado indiretamente pelo geógrafo Alidrisi em 1159, que em seu Atlas do Mundo, conhecido como o Livro de Roger, chama o Estreito de Querche de "a foz do rio russo". Ele também menciona a cidade ainda não identificada de "Ruska" no Estreito de Querche. A mesma cidade, juntamente com Matarca (Tmutarakan), aparece nos tratados dos imperadores bizantinos com os genoveses, concluídos em 1169 e 1192.
A população russa continuou a residir na Crimeia, e a data de seu êxodo também pode ser determinada pelas fontes. Após a Batalha do Kalka, em 1224, a parte da Crimeia do território do principado de Tmutarakan foi incorporada à Horda Dourada, e o cronista muçulmano ibne Alatir (1160-1233) escreveu que "muitos dos nobres comerciantes e russos ricos" fugiram, salvando suas vidas, propriedades e bens.

## Governantes
- 988/1015 - 1036 - Mistislau Vladimiroviche, o Bravo (falecido em 1036), também Príncipe de Chernigov de 1024. Vice-rei no principado de Tmutarakan desde 988 (Grão-Duque de Kiev, Vladimir Esviatoslaviche). Governo independente de 1015 a 1036.
- depois de 1054-1064 - Glebe Esviatoslaviche (falecido em 1078), Príncipe de Novgorod de 1068.
- 1064-1067 - Rostislau Vladimiroviche (falecido em 1066), Príncipe de Vladimir-Volinski 1057-1064.
- 1067-1068 —Glebe Esviatoslavyche (de novo).
- 1069-1079 - Romano Esviatoslaviche, o Vermelho (falecido em 1079).
- 1081-1083 - Davi Igoreviche (c.1058 - 1112, Príncipe de Vladimir-Volinski 1087-1099, Príncipe de Dorogobuje 1085, 1099-1112
- 1081-1083 - Volodar Rostislaviche (falecido em 1124), Príncipe de Zvenigorod 1085-1092, Príncipe de Przemisl de 1092
- 1083/1093 - 1115 - Olegue Esviatoslaviche (falecido em 1115), Príncipe de Vladimir-Volinski 1073-1076, Chernigovski 1078, 1093 - 1096, Príncipe de Novogárdia da Sevéria de 1097. No exílio em Bizâncio  - na ilha de Rodes de 1079 - até 1093. Fugiu do exílio para Tmutarakan em 1093, governo independente de 1093 a 1094.

## Comunidade cristã
A Igreja cristã no principado de Tmutarakan desempenhou um papel significativo na difusão da Ortodoxia na Rus'. O bispado, que existia desde o séc. VIII e estava subordinado à metrópole de Doros (Crimeia), foi elevado a arcebispado na segunda metade do séc. X e estava diretamente subordinado ao Patriarcado de Constantinopla.